# Mikołaj Wierzynek (starszy)
Mikołaj Wierzynek (starszy) (zm. 4 października 1360), średniowieczny kupiec, patrycjusz i bankier, pochodzenia zapewne niemieckiego, który w I połowie XIV w. osiadł w Krakowie i zapoczątkował tu mieszczański ród Wierzynków.
Notowany w Krakowie od 1316, wkrótce ławnik i rajca miejski. Związany z dworem królewskim Władysława Łokietka i Kazimierza Wielkiego. W 1334 zawarł umowę z gminą Wrocław na budowę młynów na wrocławskiej Kępie Mieszczańskiej; w zamian za udział w ich sfinansowaniu czerpał korzyści z ich zysków. Nabywał liczne nieruchomości w okolicach Krakowa. W 1336 wójt Wieliczki. Od 1341 pełnił urząd stolnika sandomierskiego i generalnego zarządcy polskiego dworu królewskiego. Był uczestnikiem misji dyplomatycznych, bankierem cesarza Karola IV Luksemburskiego.
Sfinansował budowę prezbiterium Kościoła Mariackiego w Krakowie (tam został pochowany), a także kaplicy na cmentarzu przy tym kościele (później przebudowanej na kościół św. Barbary).
Jego synem był Mikołaj Wierzynek (młodszy).

## Literatura
- St. Kutrzeba, Historya rodziny Wierzynków, "Rocznik Krakowski", t. II, 1899, s. 29-88 (wersja elektroniczna).
- J. Wyrozumski, Dzieje Krakowa, t. I: Kraków do schyłku wieków średnich, Kraków 1992.
- Encyklopedia Krakowa, Warszawa – Kraków 2000, s. 1045.